# Довжанка (притока Завадки)
Довжа́нка — річка в Українських Карпатах, у межах Стрийського району Львівської області. Ліва притока Завадки (басейн Дністра).

## Опис
Довжина 14 км, площа басейну 39 км². Річка типово гірська. Долина вузька і глибока. Річище слабозвивисте (у пониззі — більш звивисте), кам'янисте, з багатьма перекатами і бистринами.

## Розташування
Довжанка бере початок на південний схід від села Криве, на північно-східних схилах хребта Довжки. Тече переважно на північний захід, у пригирловій частині — на північ. Впадає до Завадки в західній частині села Завадка.
Притоки: Магура (ліва).
Над річкою розташовані села: Криве, Довжки, Задільське, Завадка.